# Спутниковая рыбалка
Спутниковая рыбалка (рыбалка со спутника, фишинг, граббинг) — перехват файлов с данными, передаваемых пользователю со спутникового Интернета.

## Технология
Спутник передаёт сигнал всем, кто попадает в зону его покрытия. DVB-карта пользователя принимает весь поток, но операционная система отфильтровывает из него пакеты, адресованные этому пользователю (по MAC-адресу DVB-карты в заголовке пакета информации). Специальное ПО может работать с картой без фильтрации и принимать входящий трафик всех пользователей. Если этот трафик не зашифрован, из него можно восстановить файлы, скачиваемые другими пользователями, просматриваемые ими веб-страницы, сообщения чатов и т. п.
Для приёма достаточно иметь комплект абонентского оборудования, направленного и настроенного на спутник, установленное специальное ПО.

## Ряд проблем спутниковой рыбалки
Загружаемые со спутника файлы часто оказываются безымянными. Это приводит к риску накопления ненужных данных из-за невозможности сортировки. Для решения этой проблемы используют снифферы, позволяющие настраивать параметры захвата, такие как: тип файла, его размер, что даёт возможность на стадии получения файлов произвести предварительную фильтрацию.
Спутниковая «рыбалка» — это процесс текущего времени. Если интернет-приложение пользователя потеряет часть пакетов, то оно их просто перезапросит, и они будут заново переданы сервером. В свою очередь у перехватчика подобной возможности нет, так как у него только один поток приёма со спутника. Поэтому в крупных файлах высока вероятность обрыва.

## Применяемое ПО
Для рыбалки:
- SkyNet — первая удачная и широкораспространённая программа. Автор S.O.V.A.. В данный момент актуальны клоны от K.Tod'a и S0RRY. Возможна работа в ОС Linux.
- Manna — альтернативная версия граббера от mcngine, имеющая широкие возможности по фильтрации захватываемого контента и дополнительную функциональность, но сложна в освоении для начинающих, к тому же разработка и развитие этого сниффера автором полностью остановлены.
- BetaSky — оригинальный клон SkyNet, автор — S0RRY.
- Skygrabber (Turbograbber) — платное ПО, применяется обычно новичками (лёгок для освоения).
- SkySniffer — программа-сниффер, написанная рыбаком-любителем, ловит только трафик ускорителя Slonax 2.x (оператор SatGate). Пока она ещё далека от совершенства, возможны разнообразные ошибки. Находится в начальной разработке.

Для P2P-ремонта:
- Grizzly Network
- Grizzly Server

Для ремонта и докачки:
- Segment Downloader
- Segment Manager
- Segment Viewer